# Cerro Verde (San Miguel Huautla)
Cerro Verde es una comunidad del estado mexicano de Oaxaca, que forma parte del municipio de San Miguel Huautla.

## Localización y demografía
Cerro Verde se localiza en el noroeste del territorio oaxaqueño, formando parte del municipio de San Miguel Huautla, del distrito de Nochixtlán y de la región Mixteca. Sus coordenadas geográficas son 17°45′36″N 97°7′26″O / 17.76000, -97.12389 y se encuentra a una altitud de 2 155 metros sobre el nivel del mar.
De acuerdo con el Censo de Población y Viviena de 2020 realizado por el Instituto Nacional de Estadística y Geografía, tiene una población de 143 habitantes, de los que 81 son mujeres y 62 son hombres.